# 몬테네그로 왕비 밀레나
몬테네그로 왕비 밀레나(Queen Milena of Montenegro, 1847년 5월 4일 ~ 1923년 3월 16일)는 몬테네그로의 니콜라 1세와 결혼한 유일한 몬테네그로 왕비였다.
밀레나는 1869년과 1883년에 배우자가 없는 동안 몬테네그로의 섭정이었다. 또한 1922년부터 1923년까지 망명 중인 국왕 몬테네그로 왕자 미카엘의 명목상 섭정을 역임했다.